# 一致收斂
均勻收斂，或稱一致收斂，（英語：Uniform convergence），是數學中關於函數序列收斂的一種定義。其概念大致可想成：若函數序列 fn 一致收斂至函數 f，代表對所有定義域中的點 x，fn(x) 收斂至 f(x) 會有（大致）相同的收斂速度。由於它對收斂要求較逐點收斂更強，故能保持一些重要的分析性質，例如連續性、黎曼可積性。

## 定義
當函數序列中的函數的對應域是 {\displaystyle \mathbb {R} } 或 {\displaystyle \mathbb {C} } 時，此時均勻收歛的定義為：
讓 {\displaystyle (f_{n})_{n\in \mathbb {N} }} 是定義在 {\displaystyle S} 上，對應域為 {\displaystyle \mathbb {R} } 或 
{\displaystyle \mathbb {C} }的一組函數序列，若序列 {\displaystyle (f_{n})_{n\in \mathbb {N} }} 均勻收歛至函數 
{\displaystyle f} 在集合 {\displaystyle S} 上，即表示對所有 {\displaystyle \epsilon >0}，存在 
{\displaystyle N\in \mathbb {N} }，使得當所有 {\displaystyle n\geq N} 且 {\displaystyle x\in S} 時有
{\displaystyle |f_{n}(x)-f(x)|<\epsilon .}
可將這定義推廣到一般的度量空間：
設 {\displaystyle S} 為一集合，{\displaystyle (M,d)} 為度量空間。若對一組函數序列 {\displaystyle f_{n}:S\to M}，存在函數 {\displaystyle f:S\to M} 滿足
對所有 {\displaystyle \epsilon >0}，存在 {\displaystyle N\in \mathbb {N} }，使得當所有 {\displaystyle n\geq N} 且
{\displaystyle x\in S} 時有
{\displaystyle d(f_{n}(x),f(x))<\epsilon ,}
則稱序列 {\displaystyle f_{n}} 一致收斂到 {\displaystyle f}。
注意到，一致收敛和逐点收敛定义的区别在于，在一致收敛中 {\displaystyle N}的選取仅与 {\displaystyle \epsilon } 相关，而在逐点收敛中 {\displaystyle N} 还多了与點 {\displaystyle x} 相关。所以一致收敛必定逐点收敛，而反之则不然。

## 例子

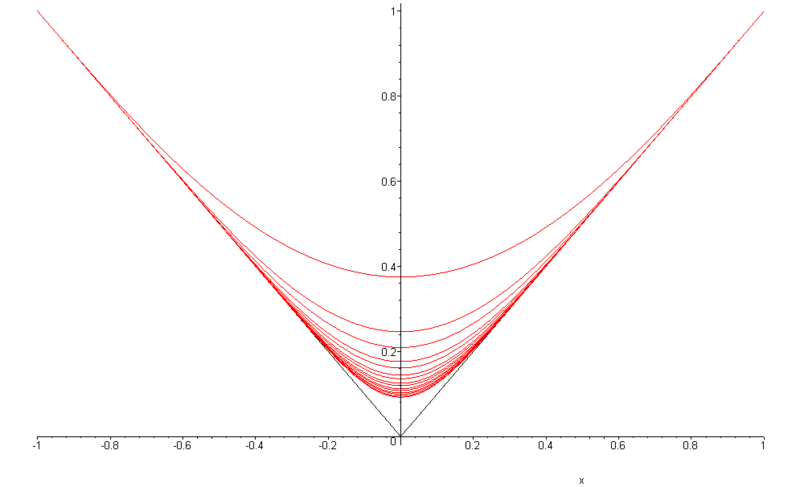
在[-1,1]上一致收斂到絕對值函數的多項式序列

例子一：對任何{\displaystyle [0,1]}上的連續函數{\displaystyle f}，考慮多項式序列
{\displaystyle P_{n}(x):=\sum _{k=0}^{n}f\left({\frac {k}{n}}\right){n \choose k}x^{k}(1-x)^{n-k}}
可證明{\displaystyle P_{n}}在區間{\displaystyle [0,1]}上一致收斂到函數{\displaystyle f}。其中的{\displaystyle b_{k,n}(x):={n \choose k}x^{k}(1-x)^{n-k}}稱為伯恩斯坦多項式。
透過坐标的平移與縮放，可知在任何閉區間上都能用多項式一致地逼近連續函數，這是斯通-维尔斯特拉斯定理的一個建構性證明。

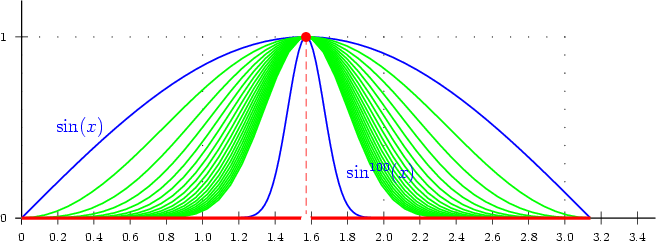
逐點收斂而非一致收斂的例子

例子二：考慮區間{\displaystyle [0,\pi ]}上的函數序列{\displaystyle f_{n}(x):=\sin ^{n}(x)}，它逐點收斂到函數
{\displaystyle f(x)={\begin{cases}0&,x\neq \pi /2\\1&,x=\pi /2\end{cases}}}
然而這並非一致收斂。直觀地想像：當{\displaystyle x}愈靠近{\displaystyle \pi /2}，使{\displaystyle f_{n}(x)}接近{\displaystyle 0}所需的{\displaystyle n}便愈大。可以依此想法循定義直接證明，也可以利用下節關於連續的性質證明，因為在此例中{\displaystyle f_{n}(x)}皆連續，而{\displaystyle f(x)}不連續。

## 性質
讓 {\displaystyle (f_{n})} 為一組函數序列，對應域為 {\displaystyle \mathbb {R} } 或 {\displaystyle \mathbb {C} }，此時有下述性質：
- 連續性：若函數序列 {\displaystyle (f_{n})} 均勻收歛至函數 {\displaystyle f}，則有：

1. 假設函數序列的定義域是闭包（closure）集合 {\displaystyle I}，且 {\displaystyle a} 是 {\displaystyle I} 的中的一點。若每個 {\displaystyle f_{n}} 都在 {\displaystyle a} 點連續，則 {\displaystyle f} 也在 {\displaystyle a} 點連續。
2. 若对集合 {\displaystyle I} 的每個緊緻子集 {\displaystyle J}，每個 {\displaystyle f_{n}} 都在 {\displaystyle J} 上連續，則 {\displaystyle f} 在 {\displaystyle I} 上連續。

- 與積分的交換：令 {\displaystyle (f_{n})} 為定義在緊緻區間 {\displaystyle I} 的函數序列，且序列 {\displaystyle (f_{n})} 均勻收歛至函數 {\displaystyle f}。若每個 {\displaystyle f_{n}} 都是黎曼可積，則 {\displaystyle f} 也是黎曼可積，而且

{\displaystyle \lim _{n\to \infty }\int _{S}f_{n}\mathrm {d} x=\int _{S}f\,\mathrm {d} x.\quad \quad }
- 與微分的交換：可微函數序列 {\displaystyle (f_{n})} 均勻收歛至函數 {\displaystyle f}，並不能保證 {\displaystyle f} 是可微的，還需要對該函數序列的微分，{\displaystyle (f'_{n})}，做些限制，請參看以下定理：

讓 {\displaystyle (f_{n})} 為定義在閉區間 {\displaystyle [a,b]} 的可微函數序列，且存在一點 {\displaystyle x_{0}\in [a,b]} 使得極限 {\displaystyle \lim _{n\to \infty }f_{n}(x_{0})} 存在（且有限）。若序列的微分 {\displaystyle (f'_{n})} 在區間 {\displaystyle [a,b]} 一致收斂到函數 {\displaystyle g}，則序列 {\displaystyle (f_{n})} 均勻收歛至函數 {\displaystyle f} 且 {\displaystyle f} 亦是可微函數，且有：
{\displaystyle f'=g=\lim _{n\to \infty }f'_{n}}。

## 文獻
- Konrad Knopp, Theory and Application of Infinite Series; Blackie and Son, London, 1954, reprinted by Dover Publications, ISBN 0-486-66165-2.
- G.H. Hardy, Sir George Stokes and the concept of uniform convergence; Proceedings of the Cambridge Philosophical Society, 19, pp. 148–156（1918）
- Bourbaki; Elements of Mathematics: General Topology. Chapters 5-10（Paperback）; ISBN 0-387-19374-X